# Конак кнеза Јована Симића-Бобовца у Ваљеву
Конак кнеза Јована Симића-Бобовца у Ваљеву, налази се у Тешњару, у једној од ретких оријенталних целина сачуваних у Србији. Подигнут је на почетку 19. века и представља непокретно културно добро као споменик културе.
Конак по архитектонским карактеристикама, појединим детаљима и изгледу припада типу босанске варошке куће. Подигнут је на брегу, дубоко повучен од улице, састоји се од делимично укопаног подрума грађеног од камена и спрата са доксатима. Покривен је четвороводним кровом.
У најновијој санацији претрпео је знатне измене и изгубио је првобитан изглед.